# Francis Henn
El brigadier Francis Henn (CBE) fue un oficial del Ejército Británico que tuvo una destacada actuación como parte de la misión de Naciones Unidas en Chipre (UNFICYP) durante la operación turca en la isla (Operación Atila). También participó en el teatro europeo durante la Segunda Guerra Mundial y en las operaciones británicas en Malasia.

## Biografía
Francis Robert Henn nació en El Cairo, el 20 de noviembre de 1920, donde su padre, el coronel William Francis Henn, era comandante de la Policía Egipcia. Su madre, Geraldine Stacpoole-Mahon, era nieta del barón Inchiquin.
Entre 1934 y 1934, fue educado en Aldenham, al igual que su padre
Conoció a Mónica Russell cuando ella estaba trabajando en la British High Commission in Singapore. Se casaron en 1957. En 1959 tuvieron una hija.
Falleció el 15 de octubre de 2020 a los 99 años, a semanas de cumplir cien. Al momento de su muerte ya era viudo.

## Antecedentes Militares
- En 1939 fue comisionado del Royal Military Academy Sandhurst al Gloucestershire Regiment. Estaba en el 5.º Batallón en Francia y Bélgica antes de la evacuación de Dunquerque.[1]
- En los años 1944 y 1945 fue agregado al Cuerpo de Reconocimiento, a cargo de un escuadrón al Noroeste de Europa.[4]
- Luego de la guerra es transferido al 11th Hussars.[1]
- En el año 1950 fue oficial de enlace con las fuerzas Noruegas en Alemania. Al año siguiente, se graduó del Colegio de Estado Mayor del Ejército Británico.[4]
- Durante 1954 / 56 comandó un escuadrón blindado en operaciones en Malasia.[4]
- En 1959 se graduó del Colegio de Estado Mayor de Servicios Conjuntos.[4]
- Posteriormente, entre 1959 y 1961 cumplió funciones en la división operaciones en la War Office (Oficina de Guerra ) y en el Ministerio de Defensa en Londres.[4]
- Entre 1966/68 fue instructor en el Colegio de Estado Mayor del Ejército de Australia. Al año siguiente y hasta 1972, fue jefe de Estado Mayor del Jefe de Estado Mayor de la Defensa de Gran Bretaña.[4][2]
- En junio de 1972, en el cumpleaños de la reina, recibió la condecoración Orden del Imperio Británico (CBE).[4]
- El 3 de julio de 1972 se hizo cargo del puesto de Jefe de Estado Mayor de la Fuerza de las Naciones Unidas para el Mantenimiento de la Paz en Chipre (UNFICYP) y jefe del contingente británico, en reemplazo del Brigadier General (canadiense) Leslie (en el cargo desde agosto de 1968).[4]
- 3 de octubre de 1974 abandonó Chipre luego de 2 años como Jefe de Estado Mayor y jefe del contingente británico. Fue reemplazado por el brigadier general Clayton Ernest Beattie, que se venía desempeñando como Segundo Jefe de Estado Mayor.[5]
- En el año 1975 se retiró del servicio activo.[2]

## Desempeño durante la invasión turca
Si bien existía un incremento de la tensión política en la isla que fue apreciada por Henn, nada lo hacía suponer un cambio drástico de la situación a partir del golpe de Estado contra el presidente Makarios y la consecuente operación turca para ocupar el norte de Chipre.
"Ese domingo por la noche [14 de julio de 1974], por lo que iba a ser la última vez, vimos desde una veranda cubierta de enredaderas en Bellapais cómo el sol resplandeciente se hundía lentamente en el mar y las luces centelleantes de Kyrenia muy abajo se imponían en la noche de verano que se acercaba. todavía no hay indicios dentro de la UNFICYP o entre los diplomáticos en Nicosia, mucho menos en los retiros de las montañas de Troodos, de que el antiguo orden estaba a punto de romperse en una crisis de proporciones internacionales. Incluso en Washington los estadounidenses se tranquilizaron ".
El día del golpe de Estado, 15 de julio a las 0830, había iniciado sus tareas rutinarias en el puesto comando de UNFICYP cuando oyó disparos provenientes del aeropuerto. A partir de entonces, Henn pasó a ser un miembro clave del liderazgo de la misión que dirigió la respuesta de las Naciones Unidas, coordinó las tropas, ayudó con la evacuación de los no combatientes y pisó la delgada línea de imparcialidad entre todas las partes en el conflicto.
Henn recomendó luego al comandante de la fuerza de la ONU el despliegue de fuerzas de paz "ligeramente armadas" para contener los brotes de enfrentamientos entre comunidades y la evacuación urgente de civiles a áreas seguras para evitar un "baño de sangre" en la capital. Posteriormente, recibió la “amistad y gratitud de ambas comunidades” hasta el final de su vida.

## Vida posterior
Luego de su retiro dictó numerosas conferencias sobre las operaciones de mantenimiento de la paz de Naciones Unidas en los años 1975-95.
Publicó el libro A Business of Some Heat: The United Nations Force in Cyprus 1972-74 en el año 2004, conteniendo una detallada descripción de la situación política y militar de la isla en ese período.
El 2 de octubre de 2013 visitó el comando de UNFICYP a las afueras de Nicosia. A su arribo, las tropas de Naciones Unidas le rindieron honores. Posteriormente, visitó la Línea Verde.